# Lijst van rijksmonumenten in Elsen
De plaats Elsen telt 23 inschrijvingen in het rijksmonumentenregister. Hieronder een overzicht.
| Object | Oorspronkelijke functie?  | Bouwjaar                                       | Architect | Locatie          | Coördinaten?                  | Nr.?   | Afbeelding |
| --- | ------------------------- | ---------------------------------------------- | --------- | ---------------- | ----------------------------- | ------ | --- |
| Boerderij onder rieten schilddak met onderschoer en een streek eigen schuur onder rieten schilddak met in een van de lange zijden een dakkapel-vormig uitgebouwde inrit | Boerderij                 |                                                |           | Bovenbergweg 6   | 52° 15' 42" NB, 6° 31' 26" OL | 28126  | Boerderij onder rieten schilddak met onderschoer en een streek eigen schuur onder rieten schilddak met in een van de lange zijden een dakkapel-vormig uitgebouwde inrit |
| Boerderij onder rieten wolfsdak | Boerderij                 | 1914 (datering sluitsteen)                     |           | Enterbroekweg 10 | 52° 16' 42" NB, 6° 32' 25" OL | 28127  | Meer afbeeldingen |
| Boerderij onder een fors, met riet en pannen gedekt wolfsdak | Boerderij                 |                                                |           | Rijssenseweg 60  | 52° 17' 6" NB, 6° 32' 9" OL   | 28134  | Meer afbeeldingen |
| Schaapskooi, zeszijdig, gemetselde buitenwanden onder steil rieten dak                                                                                                  | Boerderij                 |                                                |           | Rijssenseweg 64  | 52° 16' 31" NB, 6° 32' 16" OL | 28141  | Meer afbeeldingen |
| Terrein waarin een grafheuvel | Archeologisch monument    | Neolithicum en/of Bronstijd                    |           |                  | 52° 15' 38" NB, 6° 29' 51" OL | 45784  | Upload foto |
| Terrein waarin een grafheuvel | Archeologisch monument    | Neolithicum en/of Bronstijd                    |           |                  | 52° 15' 40" NB, 6° 30' 33" OL | 45785  | Upload foto |
| Terrein waarin 2 grafheuvels | Archeologisch monument    | Neolithicum en/of Bronstijd                    |           |                  | 52° 15' 54" NB, 6° 30' 50" OL | 45786  | Upload foto |
| Terrein waarin een grafheuvel | Archeologisch monument    | Neolithicum en/of Bronstijd                    |           |                  | 52° 16' 0" NB, 6° 31' 12" OL  | 45787  | Upload foto |
| Terrein waarin een grafheuvel | Archeologisch monument    | Neolithicum en/of Bronstijd                    |           |                  | 52° 16' 6" NB, 6° 31' 29" OL  | 45788  | Upload foto |
| Terrein waarin 5 grafheuvels | Archeologisch monument    | Neolithicum en/of Bronstijd                    |           |                  | 52° 16' 25" NB, 6° 30' 47" OL | 45789  | Upload foto |
| Terrein waarin 3 grafheuvels | Archeologisch monument    | Neolithicum en/of Bronstijd                    |           |                  | 52° 16' 6" NB, 6° 30' 44" OL  | 45790  | Meer afbeeldingen |
| Terrein waarin een grafheuvel | Archeologisch monument    | Neolithicum en/of Bronstijd                    |           |                  | 52° 16' 39" NB, 6° 31' 7" OL  | 45791  | Meer afbeeldingen |
| Schuur bij boerderij met gemeentelijke monument status | Boerderij                 | vroeg 19e eeuw                                 |           | Klemmerweg 4     | 52° 15' 27" NB, 6° 34' 36" OL | 46793  | Meer afbeeldingen |
| Erve Odink: boerderij met een samengestelde plattegrond onder een dubbel rietgedekt wolfdak dat aan de onderzijde met pannen is belegd                                  | Boerderij                 | 1840-1900                                      |           | Seinenweg 2      | 52° 15' 56" NB, 6° 32' 10" OL | 507968 | Meer afbeeldingen |
| Erve Odink: bakstenen schuur | Boerderij                 | 1903                                           |           | Seinenweg 2      | 52° 15' 56" NB, 6° 32' 10" OL | 507969 | Meer afbeeldingen |
| Erve Odink: bakhuisje | Boerderij                 | 1850-1900                                      |           | Seinenweg 2      | 52° 15' 56" NB, 6° 32' 10" OL | 507970 | Meer afbeeldingen |
| Erve Odink: gerenoveerde bakstenen schaapskooi met een rieten wolfsdak                                                                                                  | Boerderij                 | 1850-1900                                      |           | Seinenweg 2      | 52° 15' 56" NB, 6° 32' 10" OL | 507971 | Meer afbeeldingen |
| Houten schuur | Boerderij                 | ca. 1820                                       |           | Bovenbergweg 2   | 52° 15' 41" NB, 6° 31' 30" OL | 507982 | Meer afbeeldingen |
| Boerderij van het hallehuistype onder rieten zadeldak met wolfeinden en een nokvorst van pannen                                                                         | Boerderij                 | 1870                                           |           | Plasdijk 12      | 52° 15' 29" NB, 6° 32' 36" OL | 507973 | Upload foto |
| Schuur met dubbele doorrit onder schilddak | Boerderij                 | 1923                                           |           | Plasdijk 12      | 52° 15' 29" NB, 6° 32' 36" OL | 507974 | Upload foto |
| Boerderij met een T-vormige plattegrond, opgetrokken in rode baksteen onder een rieten schilddak                                                                        | Boerderij                 | 1823-1869                                      |           | Plasdijk 5       | 52° 15' 34" NB, 6° 32' 6" OL  | 507980 | Upload foto |
| Bakstenen schuur | Boerderij                 | 1823-1869                                      |           | Plasdijk 5       | 52° 15' 34" NB, 6° 32' 6" OL  | 507981 | Upload foto |
| Molenromp Vreest Niet | Industrie- en poldermolen | 1842 (bouw) 1932 (onttakeld) 1939 (verwijderd) |           | Plasdijk 6       | 52° 15' 26" NB, 6° 32' 9" OL  | 527472 | Meer afbeeldingen |